# Richard Austin (graveur de poinçons)
Pour les articles homonymes, voir Richard Austin et Austin.
Richard Austin, né en 1768 à Londres et décédé en 1830, est un graveur de poinçons typographiques britannique. Il travaille la fonderie typographique British Letter Foundry de l’éditeur-imprimeur John Bell en 1788 jusqu’à sa fermeture en 1798,. Il y produit des caractères, dont le Bell inspirés de ceux produits en France à l’époque et considérés par Stanley Morison comme les premiers caractères anglais modernes. Il produit ensuite des caractères pour la fonderie Wilson à Glasgow et William Miller à Édimbourg où il produit ce qui peut être considéré comme les premiers caractères Scotch. Il crée sa fonderie, la Imperial Letter Foundry à Londres dans les années 1820.